# Jan Zweyer
Rüdiger Richartz, plus connu sous la signature de Jan Zweyer, né le 12 décembre 1953 à Francfort, est un écrivain allemand, auteur de roman policier.

## Biographie
Il est d'abord étudiant en architecture à Bochum et Dortmund, puis en sciences sociales à l'université de la Ruhr à Bochum, où il travaille en tant qu'assistant de recherche. Entre ses études, il est pigiste au Westdeutsche Allgemeine Zeitung. Il devient ensuite écrivain. 
Zweyer écrit des nouvelles et des romans policiers se déroulant dans la Ruhr qui sont très populaires en Rhénanie-Westphalie grâce à ses descriptions réalistes
Il vit à Herne dans la Ruhr avec sa femme et son chien.

## Œuvre

### Romans
- 1998 : Glück auf. Glück ab. Grafit,  (ISBN 3-89425-212-X)[1].
- 1999 : Alte Genossen. Grafit,  (ISBN 3-89425-221-9).
- 1999 : Siebte Sohle. Querschlag West Grafit  (ISBN 3-89425-230-8).
- 2000 : Tödliches Abseits. Grafit,  (ISBN 3-89425-234-0).
- 2000 : Georgs Geheimnis. Grafit,  (ISBN 3-89425-242-1).
- 2001 : Tatort Töwerland. Grafit,  (ISBN 3-89425-253-7).
- 2002 : Glänzender Tod. Grafit,  (ISBN 3-89425-263-4).
- 2004 : Verkauftes Sterben. Grafit,  (ISBN 3-89425-289-8).
- 2005 : Als der Himmel verschwand. Grafit,  (ISBN 3-89425-313-4).
- 2007 : Franzosenliebchen. Grafit,  (ISBN 978-3-89425-605-0).
- 2009 : Goldfasan. Grafit,  (ISBN 978-3-89425-611-1).
- 2011 : Persilschein. Grafit,  (ISBN 978-3-89425-615-9)[3].

### Nouvelles
- 2002 : Nur wir allein
- 2002 : Das Skelett von Königsborn
- 2004 : Mit Walther in Aldekerk
- 2004 : Margarethe
- 2006 : Goleo, Pille, Pils und Schalke
- 2006 : Die lieben Kleinen
- 2008 : Langes Wochenende
- 2008 : Zappels Plan
- 2009 : Knapp vorbei ist auch daneben
- 2009 : Ausverkauf
- 2010 : Hunter